# リッチランド (ワシントン州)
リッチランド（Richland）は、アメリカ合衆国ワシントン州ベントン郡の都市である。人口は6万0560人（2020年）。ワシントン州の南部に位置し、コロンビア川とヤキマ川の合流点である。
トリシティズと呼ばれるハンフォード・サイト近郊の中規模な都市圏に含まれる。トリシティズにはリッチランドの他にケニウィックとパスコが属している。

## 歴史
何世紀もの間、ヤキマ川河口にChemna村があった。現在、村のあった場所はコロンビア・ポイント (Columbia Point) と呼ばれている。インディアンのワナパム族 (Wanapum) とワラワラ族 (Walla Walla) はヤキマ川からサケを収穫して生活していた。
1805年10月17日、ルイス・クラーク探検隊の隊長ウィリアム・クラークがヤキマ川河口を訪れた。
1904年から1905年にかけて、W.R.アモン (W.R. Amon) と彼の息子ハワードは、9 [km2] (2,300 エーカー)を購入し、ヤキマ川北岸に町をつくるよう提案した。1905年、郵便局がこの地をリッチランドと命名した。州議会議員ネルソン・リッチ (Nelson Rich) が由来である。1906年、ベントン群の裁判所に登録された。1910年4月28日、ワシントン州第四級都市として、正式に設立された。第二次世界大戦が開戦されるまでは小さな農業の町であった。
1943年7月から8月にかけて、コロンビア川周辺の1660 km2 (640 mi2) (ロードアイランド州の約半分に相当する) の土地をアメリカ陸軍が購入し、ハンフォード・サイトがつくられた。ホワイトブラフスの住民約300人が避難し、町が消滅した。陸軍はそれをマンハッタン計画に従事する労働者の住居に転用した。第二次世界大戦が集結する1943年8月までには、人口が25,000へと増加した。
終戦後、リッチランドから北へ24 km (15 mile) 離れた場所にあったハンフォード・サイト労働者の宿営地が閉鎖された。労働者の多くは町を離れたが、その一部がリッチランドへと移住したため、リッチランドは急速な過疎化を免れた。
1947年から1949年にかけて、ソビエト連邦との冷戦が激化し、プルトニウムの生産能力を拡大した。ソ連による核兵器開発や実験に触発され、アメリカの核兵器開発が再び活発になった。1952年、リッチランドが建設ブームに沸き、人口が27,000へと増加した。多くの人はリッチランド北部にあるトレーラーに住んでいたが、時間が経つに連れてトレーラーを立ち退き、リッチランドの中心部が成長していった。
この頃、リッチランドは政府の原子力共同体 (federally controlled Atomic Energy community) により住民との接触は制限され、陸軍の承認を必要とした。すべての土地と建物は政府が所有し、住民には住宅が割り当てられ、電球・無料シャトルバス・街路樹に至るすべてのものが政府から提供されていた。1954年、ハロルド・オーランド・モンソン (Harold Orlando Monson) がリッチランドの最初の市長に選出され、全国の軍事都市における市民の権利 (家の所有権など) について政府と交渉するためにワシントンD.C.へと向かった。
1957年、政府は土地と建物の権利を住民へと移譲した。1958年、ワシントン州第一級都市へと昇格し、住民との接触の制限が解除された。未開発の土地の大部分は市の所有物となった。この頃から核兵器の生産拠点から他の産業へと移行しはじめた。
1987年、最後の生産用原子炉が閉鎖され、環境浄化技術の開発へと移行した。現在もリッチランド住民の多くは、ハンフォード・サイトの浄化に関する仕事に従事している。

## 地理
北緯46度16分47秒、西経119度16分53秒 (46.279657, -119.281377)に位置している。
アメリカ合衆国統計局によると、総面積97.8 km2 (37.8 mi2) である。このうち90.2 km2 (34.8 mi2) が陸地であり、7.6 km2 (2.9 mi2) (7.79%) が水地である。
- 山:
- 河川: コロンビア川、ヤキマ川（英語版）
- その他:

## 気候
年間降水量はわずか19.3 cm  (7.6 inch) である。低温砂漠気候（ケッペンの気候区分BWk）であり、低木と草原が生育する。夏の気温が高く、稀に雷雨が発生する。冬はワシントン州東部の他の地域と比べて穏やかであり、積雪はほとんどない。
| {{{location}}}の気候   | {{{location}}}の気候 | {{{location}}}の気候 | {{{location}}}の気候 | {{{location}}}の気候 | {{{location}}}の気候 | {{{location}}}の気候 | {{{location}}}の気候 | {{{location}}}の気候 | {{{location}}}の気候 | {{{location}}}の気候 | {{{location}}}の気候 | {{{location}}}の気候 | {{{location}}}の気候 |
| 月                     | 1月                  | 2月                  | 3月                  | 4月                  | 5月                  | 6月                  | 7月                  | 8月                  | 9月                  | 10月                 | 11月                 | 12月                 | 年                   |
| ---------------------- | -------------------- | -------------------- | -------------------- | -------------------- | -------------------- | -------------------- | -------------------- | -------------------- | -------------------- | -------------------- | -------------------- | -------------------- | -------------------- |
| 最高気温記録 °C （°F） | 22 (71)              | 23 (73)              | 28 (82)              | 33 (92)              | 40 (104)             | 43 (110)             | 43 (110)             | 45 (113)             | 41 (106)             | 32 (89)              | 25 (77)              | 19 (66)              | 45 (113)             |
| 平均最高気温 °C （°F） | 5 (41)               | 9 (48)               | 14 (58)              | 18 (65)              | 23 (73)              | 27 (80)              | 31 (88)              | 31 (88)              | 26 (78)              | 18 (64)              | 9 (49)               | 3 (38)               | 18 (64)              |
| 平均最低気温 °C （°F） | −2 (29)              | −1 (30)              | 2 (35)               | 5 (41)               | 9 (48)               | 12 (54)              | 15 (59)              | 14 (58)              | 10 (50)              | 4 (40)               | 1 (34)               | −2 (28)              | 6 (42)               |
| 最低気温記録 °C （°F） | −29 (−21)            | −30 (−22)            | −12 (11)             | −5 (23)              | −1 (30)              | 3 (38)               | 5 (41)               | 4 (39)               | −1 (31)              | −11 (13)             | −21 (−6)             | −23 (−10)            | −30 (−22)            |
| 降水量 mm （inch）     | 25.7 (1.01)          | 20.3 (0.80)          | 17.5 (0.69)          | 15.2 (0.60)          | 16.5 (0.65)          | 12.7 (0.50)          | 6.4 (0.25)           | 4.1 (0.16)           | 7.9 (0.31)           | 13.7 (0.54)          | 25.9 (1.02)          | 28.4 (1.12)          | 193 (7.6)            |
| 出典：January2012      |                      |                      |                      |                      |                      |                      |                      |                      |                      |                      |                      |                      |                      |

## 人口
2010年国勢調査推計による人口統計データ
| 基礎データ - 人口: 48,058人 - 世帯数: 19,707世帯 - 家族数: 12,974家族 - 人口密度: 519.5人/km2（1,345.4人/mi2） - 住居数: 20,876軒 - 住居密度: 225.6軒/km2（584.4軒/mi2） 人種別人口構成 - 白人: 87.0% - アフリカン・アメリカン: 1.4% - ネイティブ・アメリカン: 0.8% - アジア人: 4.7% - 太平洋諸島系: 0.1% - その他の人種: 2.7% - 混血: 3.2% - ヒスパニック・ラテン系: 7.8% 年齢別人口構成 - 18歳未満: 24.2% - 18-24歳: 8.1% - 25-44歳: 24.7% - 45-64歳: 28.4% - 65歳以上: 14.6% - 年齢の中央値: 39.4歳 - 性比 - 男性: 49.0% - 女性: 51.0% | 世帯と家族（対世帯数） - 18歳未満の子供がいる: 31.0% - 結婚・同居している夫婦: 51.6% - 未婚・離婚・死別男性が世帯主: 4.2% - 未婚・離婚・死別女性が世帯主: 10.0% - 非家族世帯: 34.2% - 単身世帯: 28.2% - 65歳以上の老人1人暮らし: 10.1% - 平均構成人数 - 世帯: 2.42人 - 家族: 2.97人 収入と家計（2000年推計） - 収入の中央値 - 世帯: 53,092米ドル - 家族: 82,35米ドル - 性別 - 男性: 52,648米ドル - 女性: 30,472米ドル - 人口1人あたり収入: 25,494米ドル - 貧困線以下 - 対人口: 5.7% - 対家族数: 8.2% - 18歳以下: 10.8% - 65歳以上: 5.6% |

## 経済

### 工業
原子力に関連する技術の研究や生産がリッチランドの主要産業である。
1965年以降、パシフィック・ノースウェスト国立研究所 (PNNL: Pacific_Northwest_National_Laboratory)のメインキャンパスである。また、重力波干渉計 (LIGO) のひとつがリッチランド北部に設置されている。そのため、多数のハイテク産業の専門家やコンサルタントがリッチランド技術センターの近郊に住んでいる。
主な雇用主は、PNNLのバテル記念研究所、ベクテル、Washington River Protection Solutions、Washington Closure、CH2M Hill Plateau Remediation Company、Duratek Federal Services, Inc.、EnergySolutions(Duratek) Federal Services, Inc.、Energy Northwest、アレヴァ、ロッキード・マーティン、アメリカ合衆国エネルギー省である。

### 農業
コロンビア川流域ではジャガイモなどの農産物の栽培や、食品製造業（コナグラ・フーズ、ラム・ウェストン）が盛んである。
コロンビア川下流ではワインの生産が主要産業のひとつである。アメリカのブドウ栽培地域 (American Viticultural Area) の中央に位置しており、国際的に認められた4つのアペラシオンを製造している。リッチランドを囲むコロンビア・バレー (Columbia Valley) では7,000 ヘクタール以上、西のヤキマ・バレー (Yakima Valley) で5,000 ヘクタール、東のワラワラ・バレー (Walla Walla Valley) で500ヘクタール、ワイン用のブドウが栽培されている。すぐ西のレッド・マウンテン (Red Mountain) では、350 ヘクタールしか栽培されていないが、世界クラスのワインが生産されている。なお、表彰されたワシントン州産のワインのほとんどは、レッド・マウンテン産のカベルネ・ソーヴィニヨンが原料となっている。Barnard Griffin Winery、Bookwalter Winery、Tagaris Winery はリッチランドにあるワイナリーである。他にも、20のワイナリーが車で15分以内にあり、100以上のワイナリーが96.54 km (60 マイル) 以内にある。
主なワイナリー
- Bernard Griffin Winery
- Bookwalter Winery
- Tagaris Winery and Taverna

## 教育
- 学区
  - リッチランド教育学区: リッチランドおよびウェストリッチランドには、小学校が9つ、中学校が3つ、高校が4つある。教育学区の2006年における予算は7,000万米ドルであり、生徒は約10,150名、雇用者は約1,100名である。
- 高等教育
  - コロンビア・ベイスン・カレッジ（英語版）: 小さなブランチキャンパスが設置されている。
  - ワシントン州立大学トリシティズ（英語版）: 1989年設立。リッチランド北部のコロンビア川西岸にある。

## 交通
市内にはリッチランド空港があり、近郊のパスコにはトリシティズ空港がある。
また、ベン・フランクリン・トランジット（Ben Franklin Transit）がリッチランドを含むトリシティのバス交通を提供している。
- 鉄道:
- 空港: リッチランド空港 (ワシントン州)（英語版）

## 名所・旧跡・観光スポット・祭事・催事
- スポーツクラブ・スポーツチーム
  - トリシティ・ダストデビルズ（英語版）: ノースウェストリーグ所属に所属するコロラド・ロッキーズ傘下マイナーチームがパスコにある。
  - トリシティ・アメリカンズ（英語版）: ウエスタン・ホッケー・リーグ（英語版）に所属するチームがケニウィックにある。
  - トリシティズ・フィーバー（英語版）: インドア・フットボール・リーグ（英語版）に所属するのチームがケニウィックにある。

## 有名人
- ジェームズ・F・アルバー: ボーイング取締役副社長。
- ステュアート・バーネス: アイスホッケー選手。
- タイラー・ブレイトン: アメリカンフットボール選手。
- トラビス・バック: プロ野球選手。
- オースン・スコット・カード: SF作家、評論家。
- ラリー・コリエル: ジャズ・ギタリスト。
- ジーン・コネリー: プロ野球選手。投手。
- ウェストリー・アラン・ドッド（英語版）: シリアルキラー。
- サンティノ・フォンタナ: 俳優。
- ディナ・ウォッシュバーン・クルーガー: アメリカ合衆国環境保護庁ディレクター。2007年にノーベル平和賞を受賞した気候変動に関する政府間パネルのメンバー。
- ジェームズ・マティス: アメリカ海兵隊の軍人。
- マイク·マコーマック: 政治家。
- ジミー・マクラーニン: プロボクサー。
- ネイト・メンデル（英語版）: ミュージシャン。サニーデイ・リアル・エステイト（英語版）、フー・ファイターズのベーシスト。
- キース·A・ムーア: ラッパー。別名、Beefy。
- ジェイソン・レプコ: プロ野球選手。外野手。
- キャスリン・レムラー: カウンセラー。バラク・オバマ大統領のホワイト・ハウス・カウンセルを担当。
- ホープ・ソロ: 女子サッカー選手。ゴールキーパー。
- シャロン・テート: モデル、女優。チャールズ・マンソンの信奉者による殺人事件の被害者。1959年ミス・リッチランドに選出。
- ジョン・ホイーラー: 物理学者。第二次世界大戦の間、マンハッタン計画に参加。

## 姉妹都市
- 新竹市, 中華民国